# Stupiczky Béla
Stupiczky Béla (1845. július 1. – Dorog, 1889. augusztus 13.) római katolikus plébános. 

## Élete
Középiskolai és teológiai tanulmányai után 1869. július 25-én pappá szentelték. Ezután káplán volt Hédervárott, 1870-től Esztergomban, 1872-ben ugyanott karkáplán, 1879-től plébános Dorogon, tíz évvel később bekövetkezett haláláig. 
Cikkei a Magyar Sionban (1869. A zsámbéki prépostság emléke); az István bácsi Naptárában (1870. A szószegés és eskűszegés káros voltáról).